# آدنا (کلرادو)
ادنا، کولورادو (به انگلیسی: Adna, Colorado) یک منطقهٔ مسکونی در ایالات متحده آمریکا است که در کلرادو واقع شده‌است.

## خصوصیات
ادنا ۱٬۴۳۹ متر بالاتر از سطح دریا واقع شده‌است.